# Stasys Vainoras
Stasys Vainoras (ur. 20 grudnia 1966 w Szkudach) – litewski i żmudziński samorządowiec, od 2007 starosta rejonu szkudzkiego. 
Po ukończeniu szkoły średniej w Szkudach (1985) studiował matematykę i fizykę na Wileńskim Uniwersytecie Pedagogicznym, którego absolwentem został w 1992. Podjął pracę w szkole średniej w Szkudach oraz tamtejszym gimnazjum im. Pranciškusa Žadeikisa. 
W 1999 podjął pracę jako programista w wydziale ochrony i spraw społecznych spółki Litewski Bank Rolniczy (Lietuvos žemės ūkio bankas). 
W 1996 przystąpił do Litewskiego Związku Centrum. Siedem lat później znalazł się wśród członków Związku Liberałów i Centrum. Od 2006 pozostaje działaczem Ruchu Liberalnego Republiki Litewskiej oraz jego przewodniczącym w rejonie szkudzkim. 
W 2007 po raz pierwszy wybrany w skład rady rejonu szkudzkiego. Pełni obowiązki starosty rejonu. Pod jego przewodnictwem rada rejonu uchwaliła w 2009, że jej posiedzenia odbywać się będą w języku żmudzińskim. 
Jest członkiem zespołu foklorystycznego "Vereta" w lokalnym centrum kultury oraz aktorem w Szkudzkim Teatrze Żmudzińskim.